# Progomphus pijpersi
Progomphus pijpersi là loài chuồn chuồn trong họ Gomphidae. Loài này được Belle mô tả khoa học đầu tiên năm 1966.